# 中国民主季刊
《中国民主季刊》（英文名：China Journal of Democracy）是一份中文学术期刊，为季刊，2023年初由中国民主转型研究所在美国创刊。

## 简介
主编王天成，副主编滕彪，编辑运营团队包括杨子立，芮朝怀和Amelia Pang，学术顾问包括黎安友、林培瑞、孔杰荣、白夏（Jean-Philippe Béja）、麦克·戴维斯（Michael Davis）、吴国光、吴介民、陈志柔等。
《中国民主季刊》旨在为中文读者，尤其是中国大陆的读者提供关于中国与世界，特别是关于中华人民共和国政治、民主与民主转型的观点和知识。《中国民主季刊》的学术论题涉及中华人民共和国的民主化，也包括中华人民共和国政治制度、意识形态、经济、法律、人权、国际关系、民族关系等方面的内容。

## 馆藏
哈佛大学图书馆、宾夕法尼亚大学图书馆、堪萨斯大学图书馆、斯坦福大学图书馆、普林斯顿大学图书馆、印第安纳大学图书馆等。